# تاتیانا گئورگیان
تاتیانا گریگوری گئورگیان (ارمنی: Տատյանա Գրիգորի Գևորգյան؛ روسی: Татья́на Григо́рьевна Геворкя́н؛ زادهٔ ۲۰ آوریل ۱۹۷۴) روزنامه‌نگار، هنرپیشه و مجری تلویزیونی ارمنی‌تبار اهل روسیه است. از ژانویه ۲۰۱۰ تا دسامبر ۲۰۱۱ وی میزبان مشترک برنامه Girls در شبکه راسیا-۱ بود. وی از ژانویه ۲۰۱۱ تا دسامبر ۲۰۱۶ برنامه Culture News در شبکه راسیا-K  هدایت می‌نمود.

## زندگی‌نامه
وی در ۲۰ آوریل ۱۹۷۴ در مسکو به دنیا آمد و از مؤسسه سینمایی گراسیموف فارغ‌التحصیل گشت. 
او همچنین یک ستون‌نویس در بسیاری از مجلات زنان بود. او همچنین در رادیو ماکسیمُم و کانال‌های Russia 1 و Russia-K  در حیطه‌های فرهنگی و زنان به فعالیت پرداخته است.